# 신양역 (연사)
신양역(新陽驛)은 조선민주주의인민공화국 함경북도 연사군 신양리에 위치한 백무선의 철도역이다.
구글지도를 비롯한 일부 자료에는 삼유역(三楡驛)이라는 이름으로 나와 있다.

## 연혁
- 1939년 10월 1일 : 유평동-연사 간 개통으로 영업 개시[1]